# Puyo Puyo SUN
Puyo Puyo SUN es la tercera entrega de la serie de juegos de Puyo Puyo, y la secuela de Puyo Puyo Tsu, hecha en 1997 por Compile. Luego del suceso aclamado de su predecesor, Compile tomó una aproximación más "retro", así que los jugadores tenían un final más cercano a Puyo Puyo Tsu.
El nombre de Puyo Puyo SUN viene de un juego de palabras con la palabra san, que también indica a una nueva basura del juego. Debido a que el juego utiliza estos Puyos, el juego está situado en una playa tropical, y es el tercer juego en la serie (san es la palabra japonesa para tres), este nombre fue perfecto para el juego.

## Modo de Juego
Así como sus predecesores, los Puyos caen de la parte superior de la pantalla en parejas, que pueden moverse izquierda y derecha, y pueden rotarse en sentido o en contra de las manecillas del reloj 90°. Las reglas de Sousai (contraataque) y Zenkesei (vaciar por completo una rejilla), pero cada vez que se contraataca, cae una basura especial de la parte superior en un patrón predeterminado (aunque seguía cayendo al azar en la versión de Game Boy). Y cada vez que se vaciaba la rejilla, caían Sun Puyos, eliminando el bono de All Clear.

## Puyos solares
Los Puyos solares (llamados originalmente Sun Puyos) son muy similar a los puyos, a excepción de que si se eliminan con un grupo cercano, mandarán más basura al oponente. La cantidad de basura lanzada seguida por una cadena se mandaba utilizando el algoritmo de la secuencia de Fibonacci, iniciando en 2 en vez de 1, y luego devolviéndose. 
Entre más Puyos solares se borren, más basura se manda. A esto se le consideró un Rensa Bonus (Bono de cadena), más que un bono de puntos (debido a que, a diferencia de los Puyos, no incrementan el valor de la cadena, sino la basura que se envía).
Los Puyos solares regresan en Puyo Puyo!! 20th Anniversary.

## Definiendo al Ganador
Al igual que sus entregas pasadas, si la tercera columna (contando de la izquierda) se llena hasta la punta, se acaba el juego.

## Historia
Satán ha decidido tratar de atraer chicas sexys utilizando una magia especial para acercar el Sol más a la Tierra en una isla remota. Esto crea un semi-resort, el cual distintos personajes deciden visitar. Arle, junto con Kar-Kun (su nombre completo es Carbuncle), encuentra el sol muy caliente, y ve el edificio desde el cual Satán emana su onda de calor. A Draco parece gustarle el clima actual y aparece en un bikini, mientras que Schezo, quién se refugia en una cueva, encuentra que no está lo suficientemente fresco, y decide averigüar qué está pasando.
En 2022, SEGA anunció un port de Puyo Puyo SUN para la Mega Drive Mini 2. Este port no cuenta con un modo historia y solamente incluye modo versus.

## Single Puyo Puyo
Este modo tiene tres modos. Cada uno de los cuales tiene su propio personaje.

### Fácil - Draco Centauros
Para ajustar al jugador a las nuevas reglas, Draco pasa de ser el rival de Arle a un personaje jugable. Su IA como personaje de computadora, sigue siendo uno de los más débiles (a pesar de haber sido muy difícil de derrotar en Puyo Puyo Tsu. Como Draco, el jugador debe derrotar sólo a 3 oponentes: Skeleton-T, Harpy, y Chopun. Skeleton-T tiene siempre la bolsa que lo caracteriza, y sigue siendo el personaje más débil del juego, mientras que Harpy sigue utilizando su estrategia de meter los puyos donde puede. Es un personaje nuevo, y, aunque es un hombre, se viste con la ropa de Arle, y tiene una bolsa en la cabeza. Ha habido cierta disputa debido a esto, pero probablemente tiene mucho temor a mostrar su verdadera cara.

### Normal - Arle Nadja
Este modo tiene 13 escenas, el jugador juega con la protagonista original, Arle Nadja. Cuando es controlada por la máquina, su IA es bastante fuerte. Como Arle, se debe pelear contra Draco Centauros, Incubus, Suketoudara, Kiki-Mora, Nohoho, Kidomo Dragon, Witch, Honey Bee, Zoh-Daimaoh, Lagnus el Valiente, Rulue, Schezo, y Satán. Incubus, que viene de las versiones CD de Puyo Puyo Tsu, continúa tratando de seducir a Arle con su encanto (hablando con americanismos). Kiki-Mora es una sirvienta con un hábito imprudente de limpiar cosas. Kidomo Dragon trata de atrapar a Arle y reclamarla como una criatura de la jungla extraña. Honey Bee trata de picar a Arle con su gran jeringa, y Lagnus el Valiente es visto picando a un Puyo Verde, pero cuando Arle se cruza en su camino, él se convierte en un adulto, trata de cortar a Arle con su espada, pero le ocurre en ese instante un accidente vergonzoso.
En la pelea con Satán, Arle le lanza un hechizo de fuego antes de que empiece la batalla.

### Difícil - Schezo Wegey
Este modo tiene 8 escenas, el jugador juega como Schezo Wegey. Cuando es controlado por la máquina, la fuerza de Schezo es casi igual a la de Arle. Como Schezo, el jugador debe completar las últimas 8 escenas de Arle, iniciando con Kidomo Dragon, y terminando con Satán. En el camino, Schezo queda atrapado en una red de Kidomo Dragon, y la jeringa gigante de Honey Bee queda clavada en su cabeza (aunque Schezo no lo nota). Lagnus intenta atacar a Schezo, pero Schezo lo esquiva, haciendo que Lagnus se tropieze y vuelva a su forma original de niño. En vez de enfrentarse a sí mismo en la escena 7 , él pelea contra Arle.
Durante la pelea con Satán, Schezo coloca su espada en medio del rayo que acerca el Sol a la Tierra, aunque calienta su espada, y la coloca en la cabeza de Satán, haciendo que se encienda. Satán corre por la pantalla en agonía por un breve período de tiempo hasta que se apagan las llamas, dejándole una calva en su cabeza.
Si el jugador derrota a todos los oponentes sin continuar, enfrentará a Carbuncle como una pelea secreta adicional.
- Datos: Q3411121